# Drosophila reticulata
Drosophila reticulata är en tvåvingeart som beskrevs av Wheeler 1957. Drosophila reticulata ingår i släktet Drosophila och familjen daggflugor.
Artens utbredningsområde är Colombia och Venezuela.